# Lac d'Inkwil
Le lac d'Inkwil, appelé en allemand Inkwilersee, est un petit lac situé à la frontière entre les cantons de Berne et de Soleure, en Suisse.

## Histoire
Le lac, ses deux îles et ses environs font l'objet d'une colonie lacustre depuis l'âge du Néolithique jusqu'au Moyen Âge. Cette colonie a été fouillée à plusieurs reprises, et en particulier en 2007. La frontière entre les cantons de Berne et de Soleure passe par le milieu du lac et par l'île d'Inseli, la plus grande des deux. Avant de prendre son nom actuel, le lac était appelé Bolkensee et appartenait entièrement à la commune de Bolken.
À plusieurs reprises, les poissons peuplant le lac ont été victimes de la chute des températures qui, du fait de la faible profondeur du lac, provoque un rapide brassage des eaux. En 2009, puis en 2012, ce sont ainsi plus d'une tonne et demie de poissons qui ont été sortis morts du lac.

## Source
- (de) Cet article est partiellement ou en totalité issu de l’article de Wikipédia en allemand intitulé « Inkwilersee » (voir la liste des auteurs).